# Вілька Зміївська
Вілька Зміївська (пол. Wólka Żmijowska) — розташоване на Закерзонні село в Польщі, у гміні Великі Очі Любачівського повіту Підкарпатського воєводства.
Населення — 23 особи (2011).

## Історія
У 1890 р. село належало до Яворівського повіту Королівства Галичини та Володимирії Австро-Угорської імперії, у селі було 60 будинків і 310 жителів, з них 273 греко-католики, 26 римо-католики, 11 юдеїв. Місцева греко-католицька громада належала до парафії Змієвиська Яворівського деканату Перемишльської єпархії.
У 1939 році в селі проживало 440 мешканців, з них 400 українців-грекокатоликів, 35 українців-римокатоликів, 5 євреїв. Село входило до ґміни Великі Очі Яворівського повіту Львівського воєводства. Греко-католицька громада належала до парафії Змієвиська Краковецького деканату Перемишльської єпархії.
Наприкінці вересня 1939 р. село зайняла Червона армія. 27.11.1939 постановою Президії Верховної Ради УРСР село у складі повіту включене до новоутвореної Львівської області, а 17 січня 1940 року — до Краківецького району. В червні 1941, з початком Радянсько-німецької війни, село було окуповане німцями. В липні 1944 року радянські війська оволоділи селом, а в жовтні 1944 року село зі складу Львівської області передано Польщі. Українців добровільно-примусово виселяли в СРСР, але вони чинили спротив у рядах УПА і підпілля ОУН. Решту українців у 1947 р. з метою етноциду депортовано на понімецькі землі.
У 1975-1998 роках село належало до Перемишльського воєводства.

## Церква
У селі знаходиться дерев'яна церква Різдва Пресвятої Богородиці з 1896 р. Після виселення українців церкву закрито.

## Демографія
Демографічна структура станом на 31 березня 2011 року:
|          | Загалом | Допрацездатний вік | Працездатний вік | Постпрацездатний вік |
| -------- | ------- | ------------------ | ---------------- | -------------------- |
| Чоловіки | 11      | 1                  | 10               | 0                    |
| Жінки    | 12      | 0                  | 5                | 7                    |
| Разом    | 23      | 1                  | 15               | 7                    |